# Герб Омска
Герб О́мска — официальный символ города Омска. Современный герб был утверждён 16 апреля 2014 года решением Омского городского совета. Описывается он так:
Центральная часть герба. В серебряном поле червлёная мурованная чёрным стена с малыми треугольными бастионами. Щит увенчан золотой башенной короной о пяти зубцах, окружённой по обручу золотым лавровым венком, и окружён лентой ордена Трудового Красного Знамени. Полный герб также содержит изображения щитодержателей: фузилёр пехотных полков времён императора Петра Великого и сибирский казак в одеянии и вооружении второй половины XVIII века. Подножие: зелёная земля, поросшая травой и ковылём. Девиз «Оный есть главная крепость» начертан червлёными литерами на серебряной ленте.

## История
По Именному Вашего Императорского Величества Высочайшему указу 19 января 1782 года, повелено Тобольское наместничество составить из 16 уездов; но как города того наместничества гербов неимеют, то Сенат, назнача гербы, с описанием осмеливается всеподаннейше представить на Высочайшую Вашего Императорского Величества информацию и просить Всемилостейшего указа.
Первый герб Омска был утверждён императрицей Екатериной II 17 марта 1785 года после получения в 1782 году Омской крепостью статуса заштатного города Тобольского наместничества. Герб представлял собой французский геральдический щит, в верхней части которого находился герб Тобольский, а в нижней части находилась кирпичная линия укреплений.
В верхней части щита герб Тобольский. В нижней в серебряном поле часть укреплённой из кирпича линии; потому что по Сибирской линии есть оная главная крепость против киргизов.
В ноябре 1823 года административные изменения привели к образованию Омской области. По этой причине городу нужен был новый герб. Его проект, сделанный в Омске, представлял собой щит, в красном поле которого изображён скачущий на серебряном коне золотой всадник в национальной казахской одежде. Такой персонаж был выбран как выражающий характерную черту народа, кочевавшего тогда по Омской области. Герольдия Сибирского комитета признала этот герб соответствующим правилам, и 8 августа 1824 года он был утверждён Сибирским комитетом.
В 1854 году Омск стал центром образованной Области Сибирских Киргизов, однако новый герб города принят так и не был, поскольку область просуществовала всего 14 лет. Известен лишь проект герба — в красном поле щита положенные накрест копья, поверх которых голова коня. В последующем этот герб был использован для Тургайской области в 1868 году.
В 1868 году административное деление региона снова изменилось. Была создана Акмолинская область, в которой Омск продолжал оставаться главным, хотя и в статусе уездного города. В связи с чем 5 июля 1878 года был утверждён новый герб для города Омска, полностью повторяющий герб Акмолинской области.
Позднее, 22 июня 1973 года Омский городской совет депутатов трудящихся утвердил новый вариант герба города:
В центре герба — золотистый колос, переходящий в часть шестерни; они неразрывно связаны между собой, как неразрывен союз рабочего класса и крестьянства. Внутренняя линия этих элементов образует колбу с нефтью. Вся композиция символизирует современность города Омска — города развитого машиностроения, нефтехимии и науки, центра крупной сельскохозяйственной области.
Многоугольник у места слияния рек — символ старого города, указывает на историческое прошлое города, возникшего как крепость в Сибири. На декоративной ленте цифра «1716» — дата возникновения Омска
20 марта 2002 года решением Омского городского совета от 20.03.2002 № 481 «Об утверждении Положения о символике города Омска» был принят современный вариант герба города, воспроизводящий герб 1785 года.
Герб города Омска представляет собой изображение, расположенное на горизонтально рассечённом лазурево-серебряном геральдическом щите, представляющем прямоугольник, ширина которого равна 8/9 долей высоты, нижняя часть которого имеет радиальные углы, равные 1/8 доле ширины и остроконечный выступ, образованный двумя радиальными линиями. Лазурево-серебряный цвет фона геральдического щита имеет отношения как 1:1. Изображение на верхнем лазуревом фоне представляет собой золотую пирамиду с воинской арматурой в виде: червлёных знамён по три с каждой стороны пирамиды, двумя золотыми алебардами и двумя горизонтально расположенными перед пирамидой золотыми барабанами. На нижнем серебряном фоне расположена часть кирпичной линии укреплений натурального цвета. Полный Герб имеет обрамление в виде золотых дубовых ветвей, соединённых александровской лентой.
Новый герб города выбирался в течение нескольких лет. Центр гербоведческих и генеалогических исследований Института всеобщей истории РАН рекомендовал исторический вариант, данный Омску Екатериной II. Некоторые омичи критиковали его символизм, полагая, что такой герб значит, что в Омске "нет ничего, кроме кирпичного забора". Однако это мнение, в свою очередь, подверглось критике со стороны специалистов в области геральдики, которые высоко оценили герб за его "лаконичность, безусловное преимущество в сравнении с многословными гербами с большим нагромождением фигур... ёмкость символа, так как город основывался как крепость, как центр Сибирской оборонительной линии" 16 апреля 2014 года во втором чтении омские депутаты приняли исторический вариант герба.